# Estatua ecuestre de Francisco Franco (Madrid)
La  estatua ecuestre de Francisco Franco fue un ejemplar de arte público en Madrid. La estatua, que representaba al dictador Francisco Franco montado a caballo, fue retirada de su ubicación junto a Nuevos Ministerios y consiguientemente almacenada en depósito en marzo de 2005.

## Historia y descripción
Obra de José Capuz, el bronce fue fundido en 1956. El escultor encontró al parecer inspiración en la estatua ecuestre de Gattamelata, obra de Donatello. Se pretendía que rematara el llamado Arco de la Victoria, pero, tras la negativa de Franco a que fuera colocada allí, la Universidad Complutense de Madrid legó la estatua al Ministerio de Vivienda. Transferida a la plaza de San Juan de la Cruz, junto a Nuevos Ministerios, la estatua fue descubierta el 18 de julio de 1959. La estatua engendró dos réplicas, enviadas a las respectivas «plazas del Generalísimo» de Santander y Valencia.
El conjunto (sumando el plinto) presentaba una altura total de 7,5 m.
Con el tiempo, muerto el dictador, el monumento se convirtió en un punto de peregrinaje para los franquistas cada 20N, a la vez que también se convertía en objetivo de pintadas ejecutadas por simpatizantes de izquierda. Entretanto las diferentes administraciones públicas rechazaban ostentar la titularidad de la estatua evitando por tanto asumir responsabilidad para retirarla.
En la madrugada del 17 de marzo de 2005, empleados de la compañía Tragsa, encargados por la Subsecretaría del Ministerio de Fomento retiró la estatua de su plinto a lo largo de un operativo que duró unas horas. Era al parecer una decisión de la ministra Magdalena Álvarez. El alcalde de Madrid, Alberto Ruiz-Gallardón, afirmó no estar al tanto de las intenciones del ministerio con respecto al destino de la estatua.
La estatua estuvo almacenada unos almacenes del ministerio en la calle de Gregorio Benítez.

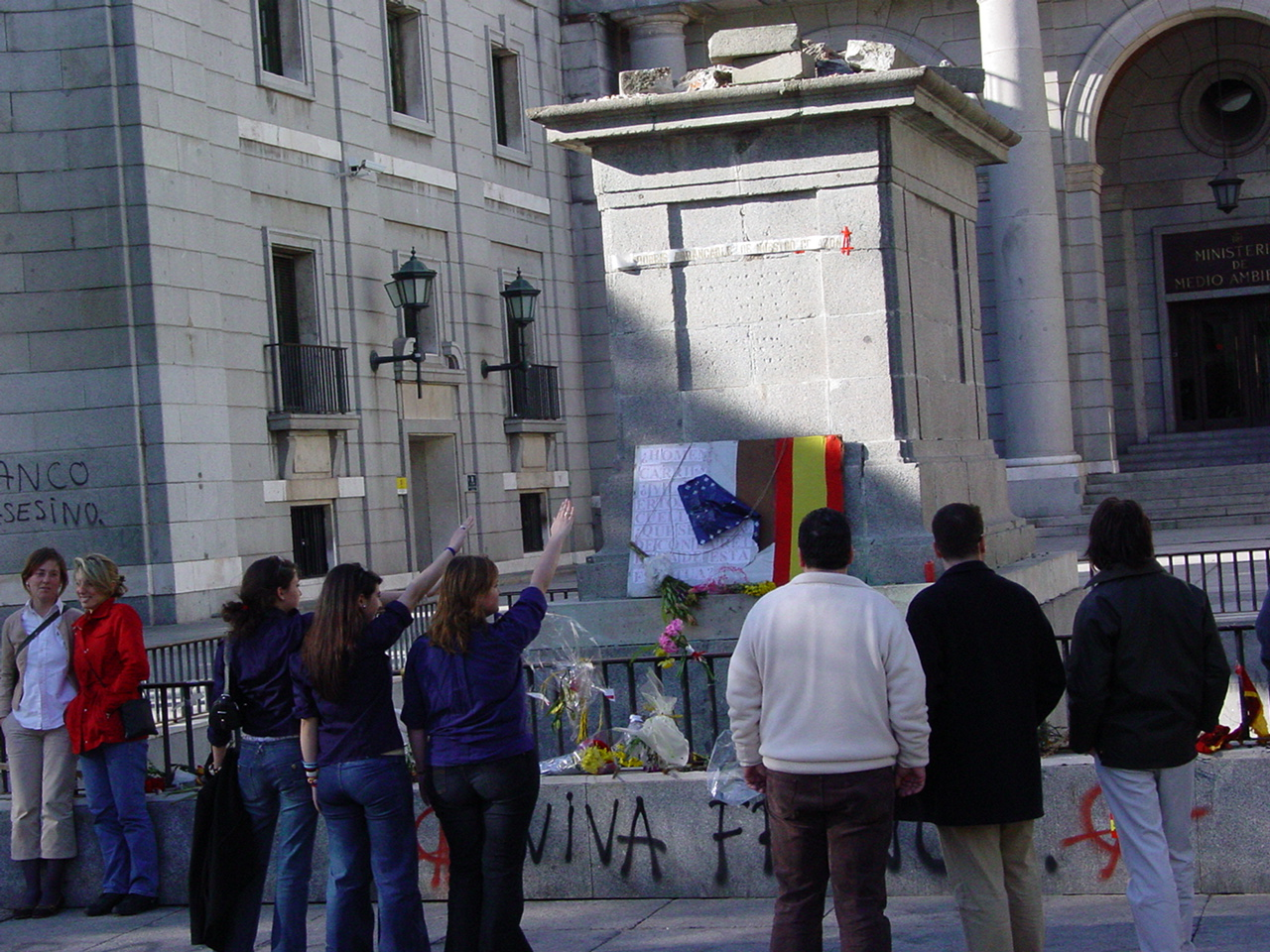
Grupo de personas ejecutando el saludo fascista ante el pedestal vacío en marzo de 2005

Justo tras la extracción de la estatua un grupo de 700 militantes ultraderechistas —incluyendo al propio Blas Piñar— se reunió alrededor del pedestal vacío para ofrecer una pintoresca despedida a Franco, cantando un Avemaría y el Cara al Sol, vituperando contra el Gobierno de España, contra el Partido Popular, y, de forma más ignominiosa, en forma de invectivas contra José Luis Rodríguez Zapatero y Santiago Carrillo; los manifestantes también trataron de vandalizar las estatuas colindantes de Indalecio Prieto y Largo Caballero. La cuerpos policiales procedieron entonces a disolver la concentración.
Tras la extracción de la estatua, el diario conservador ABC publicó una editorial amenazando que «sería peligroso que el socialismo cayera en la tentación revanchista de intentar cobrarse ahora, con efectos retroactivos, parte de una cesión que hizo hace treinta años en una España que no es la de antes y que, felizmente, se ha despojado de todos los fantasmas del pasado». Mientras tanto, el líder franquista José Utrera Molina —desde la plataforma que le concedió el diario La Razón— escribió en contra de la extracción de estatuas, argumentando que «Franco cabalga aún sereno y majestuoso en el aire de la historia». Los ataques vandálicos contra la estatua de Largo Caballero continuaron en los días siguientes a la retirada de la estatua.
El único elemento del monumento que permanecía todavía en pie, el pedestal pétreo de 3 m de altura, fue retirado hacia agosto de 2006.
Después de los acontecimientos, una persona a título individual y la Fundación Nacional Francisco Franco (FNFF) presentaron un pleito administrativo que pretendía revertir la extracción. En 2009, el Tribunal Superior de Justicia de Madrid determinó que el Ministerio de Fomento había obviado la ley de patrimonio histórico, pero también resolvió en contra de la reposición de la estatua, dado que este extremo violaría la Ley de Memoria Histórica.